# 빌리 오르반
오르반 빌모시 터마시(헝가리어: Orbán Vilmos Tamás, 1992년 11월 3일 ~ )는 빌리 오르반(독일어: Willi Orban)이라는 이름으로 알려져 있는 헝가리의 축구 선수로 포지션은 수비수이다. 현재는 RB 라이프치히에서 활동하고 있다.

## 클럽 경력

### 1. FC 카이저슬라우테른
빌리 오르반은 1997년에 1. FC 카이저슬라우테른 유스 아카데미에서 입단하면서 선수 경력을 시작했으며 1. FC 카이저슬라우테른 U-17, U-19 팀에서 활동했다. 2011년에는 1. FC 카이저슬라우테른 2군 팀으로 승격되었다. 2011년 8월 27일에 열린 바이에른 뮌헨과의 경기에 처음 출전하면서 1군 팀 무대에 데뷔했으나 부상으로 인해 2경기 출전에 그쳤고 1. FC 카이저슬라우테른은 2011-12 푸스발-분데스리가 시즌에서 18위를 기록하면서 2. 분데스리가로 강등되었다. 하지만 빌리 오르반은 1. FC 카이저슬라우테른과의 계약을 2014년까지 연장했다.
빌리 오르반은 1. FC 카이저슬라우테른이 2. 분데스리가로 강등된 2012-13 시즌에서 1군 팀과 2군 팀을 오가면서 활약했으며 2013년 5월 12일에 열린 SSV 얀 레겐스부르크와의 경기에서 자신의 1군 팀 첫 골을 기록했다. 빌리 오르반은 TSG 1899 호펜하임과의 승강 플레이오프 2경기에 모두 출전했으나 1. 카이저슬라이저슬라우테른은 1·2차전 합계 2-5 패배를 기록하면서 2. 분데스리가에 잔류하게 되었다.
빌리 오르반은 2013년 7월 26일에 1. FC 카이저슬라우테른과의 계약을 2016년까지 연장했으며 2013-14 2. 분데스리가 시즌에서 팀의 센터 백을 맡았다. 2013년 8월 12일에 열린 SpVgg 그로이터 퓌르트와의 2. 분데스리가 경기에서 처음으로 팀의 주장을 맡았으나 팀은 1-2 패배를 기록했다. 빌리 오르반은 2013-14 2. 분데스리가 시즌에서 32경기에 출전하여 3골을 기록했다. 빌리 오르반은 2014-15 2. 분데스리가 시즌에서도 팀의 센터 백을 맡았고 31경기에 출전하여 4골을 기록했다. 빌리 오르반은 2014-15 시즌에서 1. FC 카이저슬라우테른 올해의 선수로 선정되는 영예를 안았다.

### RB 라이프치히
빌리 오르반은 2015년 5월에 RB 라이프치히로 이적했다. 2015-16 2. 분데스리가 시즌에서 32경기에 출전하여 팀의 2. 분데스리가 준우승과 푸스발-분데스리가 승격에 기여했고 2016-17 푸스발-분데스리가 시즌에서는 28경기에 출전하여 팀의 푸스발-분데스리가 준우승과 사상 첫 UEFA 챔피언스리그 조별 예선 진출에 기여했다.

## 국가대표 경력
빌리 오르반은 독일 카이저슬라우테른에서 헝가리인 아버지와 폴란드인 어머니 사이에서 태어났기 때문에 독일, 헝가리, 폴란드 가운데 하나를 선택할 수 있었다. 2009년 11월에는 독일 U-18 축구 국가대표팀 명단에 소집되었지만 경기에 출전하지는 않았다. 2014년에 독일 U-21 축구 국가대표팀에 소집되어 4경기에 출전했다.
RB 라이프치히의 랄프 랑니크 단장은 2016년 8월에 빌리 오르반이 국가대표팀에 소집될 가능성을 시사했으며 2016년 10월에 진행된 《빌트》와의 인터뷰를 통해 빌리 오르반이 독일 축구 국가대표팀에서 활약하기를 기대한다는 입장을 밝혔다. 빌리 오르반이 RB 라이프치히에서 뛰어난 활약을 기록하면서 독일의 여러 매체들에서는 빌리 오르반이 러시아에서 개최된 2017년 FIFA 컨페더레이션스컵에 참가한 독일 축구 국가대표팀 명단에 이름을 올릴 것으로 예상했고 빌리 오르반 또한 자신이 독일 축구 국가대표팀에 관심이 있다고 밝혔다. 하지만 빌리 오르반은 2017년 FIFA 컨페더레이션스컵 명단에서 탈락했고 다시는 독일 축구 국가대표팀에 소집되지 않았다.
빌리 오르반은 2018년 10월 1일에 헝가리 축구 국가대표팀에서 활동하기로 결정했는데 헝가리 축구 연맹은 오래 전부터 그에 대한 관심을 가졌다고 한다. 빌리 오르반은 2018년 10월 12일에 열린 그리스와의 2018-19년 UEFA 네이션스리그 경기에 처음 출전했는데 헝가리는 그리스에 0-1 패배를 기록했다.
빌리 오르반은 2018년 11월 15일에 열린 에스토니아와의 UEFA 네이션스리그 경기에서 자신의 국가대표팀 첫 골을 기록했고 2019년 6월 8일에 열린 아제르바이잔과의 UEFA 유로 2020 예선 E조 원정 경기에서 2골을 기록했다. 2021년 6월 1일에는 UEFA 유로 2020에 참가한 헝가리 축구 국가대표팀 명단에 이름을 올렸다.

## 사생활
빌리 오르반은 독일 카이저슬라우테른에서 헝가리인 아버지와 폴란드인 어머니 사이에서 태어났다. 하지만 빌리 오르반이 2세였을 때에 부모가 이혼하면서 자신의 여동생인 잔드라와 함께 어머니 밑에서 성장하게 된다.
빌리 오르반은 자신의 성장 과정에 대해 "저는 어린 시절에 자신의 축구공으로 꽃병과 병 몇 개를 쐈을 정도로 거칠 것이 없었습니다. 어머니께서는 그 소년은 에너지가 너무 많아서 저를 축구 클럽에 합류하는 것을 선호했습니다. 저의 어머니는 모든 것을 제대로 했기 때문입니다."라고 말했다. 빌리 오르반은 자신의 아버지가 가라테 유단자였다고 밝혔다. 빌리 오르반은 헝가리인 아버지의 영향을 받았기 때문에 헝가리 여권을 소유하고 있다.
빌리 오르반은 카이저슬라우테른에 위치한 하인리히 하이네 고등학교에 재학했다. 빌리 오르반은 축구 이외에 클래식 음악의 팬이며 바이올린을 연주한다.